# مانا إيوابوتشي
مانا إوابوشي ((باليابانية: 岩渕 真奈، بالروماجي: Iwabuchi Mana)، ولدت في 18 مارس 1993) هي لاعبة كرة قدم يابانية تلعب في مركز الهجوم لصالح نادي كوبه ليونيسا إضافة إلى منتخب اليابان لكرة القدم للسيدات.

## المسيرة الكروية

### مع الأندية

#### البدايات
بدأت مانا اللعب مع نادي تلفزيون نيبون في 2005 تحت سقف مرحلة الشباب، وفي 2007 بدأت اللعب مع محترفي النادي.

#### 2012–14: نادي هوفنهايم
في 28 نوفمبر 2012، انتقلت نحو ألمانيا وتحديدا لنادي هوفنهايم.

#### 2014–17: نادي بايرن ميونخ
في يونيو 2014 غادرت مانا نادي هوفنهايم نحو بايرن ميونخ للسيدات في عقد لعامين، ثم جددت عقدها لعام آخر في 30 يناير 2016. وفي مارس 2017 نشرت على مدونتها الخاصة أنها ستنهي اللعب مع البايرن تزامنا مع نهاية عقدا مقررة العودة إلى اليابان خصوصا بعد تعرضها لإصابة مع نهاية عقدها.

#### 2017الآن: العودة إلى اليابان
في 23 يونيو 2017 وقعت عقدا مع نادي كوبه ليونيسا الياباني.

### مع المنتخب
بدأت مانا مسيرتها الدولية في 2008 مع منتخب اليابان لأقل من 17 سنة في سن 15 سنة، وشاركت مع المنتخب في كأس العالم للسيدات تحت 17 سنة لكرة القدم 2008 بنيوزلندا. وحازت على لقب الكرة الذهبية في البطولة. وقد وصفت آنذاك من مدربة المنتخب الفرنسي بأنها "نجمة كروية يابانية صاعدة"، كما حصلت على أفضل لاعب شاب في آسيا في نفس العام. شاركت أيضا خلال كأس شرق آسيا لكرة القدم 2010.

#### الأهداف الدولية
| #   | التاريخ        | الخصم            | النتيجة | المنافسة                                                 |
| --- | -------------- | ---------------- | ------- | -------------------------------------------------------- |
| 1.  | 2 نوفمبر 2010  | تايبيه الصينية   | 3-0     | كأس شرق آسيا لكرة القدم 2010                             |
| 2.  | 2 نوفمبر 2010  | تايبيه الصينية   | 3-0     | كأس شرق آسيا لكرة القدم 2010                             |
| 3.  | 3 مارس 2014    | الدنمارك         | 1-0     | كأس الغارفي 2014                                         |
| 4.  | 27 يونيو 2015  | أستراليا         | 1-0     | كأس العالم لكرة القدم للسيدات 2015                       |
| 5.  | 2 مارس 2016    | كوريا الجنوبية   | 1-1     | تصفيات آسيا لكرة القدم في الألعاب الأولمبية الصيفية 2016 |
| 6.  | 7 مارس 2016    | فيتنام           | 6-1     | تصفيات آسيا لكرة القدم في الألعاب الأولمبية الصيفية 2016 |
| 7.  | 9 مارس 2016    | كوريا الشمالية   | 1-0     | تصفيات آسيا لكرة القدم في الألعاب الأولمبية الصيفية 2016 |
| 8.  | 2 يونيو 2016   | الولايات المتحدة | 3-3     | ودية                                                     |
| 9.  | 24 نوفمبر 2017 | الأردن           | 2-0     | ودية                                                     |
| 10. | 24 نوفمبر 2017 | الأردن           | 2-0     | ودية                                                     |
| 11. | 8 ديسمبر 2017  | كوريا الجنوبية   | 3-2     | كأس شرق آسيا لكرة القدم 2017                             |
| 12. | 28 فبراير 2018 | هولندا           | 2-6     | كأس الغارفي 2018                                         |
| 13. | 5 مارس 2018    | الدنمارك         | 2-0     | كأس الغارفي 2018                                         |
| 14. | 1 أبريل 2018   | غانا             | 7-1     | ودية                                                     |
| 15. | 7 أبريل 2018   | فيتنام           | 4-0     | كأس آسيا لكرة القدم للسيدات 2018                         |
| 16. | 17 أبريل 2018  | الصين            | 3-1     | كأس آسيا لكرة القدم للسيدات 2018                         |

## وصلات خارجية
- مانا إيوابوتشي على موقع الاتحاد الدولي (مؤرشف)  (الإنجليزية)
- مانا إيوابوتشي على موقع الاتحاد الأوربي (الإنجليزية)
- مانا إيوابوتشي على موقع إي إس بي إن إف سي (الإنجليزية)
- مانا إيوابوتشي على موقع قاعدة بيانات كرة القدم.إي يو (الإنجليزية)
- مانا إيوابوتشي على موقع بيانات كرة القدم. دي إي (الألمانية)
- مانا إيوابوتشي على موقع Soccerbase.com (لاعب) (الإنجليزية)
- مانا إيوابوتشي على موقع Soccerway.com (الإنجليزية)
- مانا إيوابوتشي على موقع عالم كرة القدم.نت (الإنجليزية)
- مانا إيوابوتشي على موقع أوليمبيديا (الإنجليزية)
- مانا إوابوشي على Soccerway
- مانا إوابوشي على اتحاد اليابان لكرة القدم
- مانا إوابوشي على اتحاد ألمانيا لكرة القدم
- مانا إوابوشي على NTV Beleza